# Душко Витас
Душко Витас (Београд, 22. април 1949) ванредни је професор Математичког факултета на Катедри за рачунарство и информатику.

## Биографија
Рођен је 1949. године у Београду. Дипломирао је 1973, магистрирао 1977, а докторирао 1993. године на Математичком факултету у Београду. Од 1. децембра 1973. до 15. јануара 1985. био је асистент-приправник, затим асистент, у Математичком институту, а потом стручни саветник у Рачунарској лабораторија ПМФ-а, све до њеног укидања 1991. До априла 1994. године био је стручни сарадник у Рачунарској лабораторији Математичког факултета.
У звање доцента на Математичком факултету изабран је јуна 1994, а у звање ванредног професора 2006. У периоду од 1976. до 1998. године објавио преко 80 научних и стручних радова, претежно са подручја рачунарске лингвистике и лексикографије. Од тих радова, 23 су објављена у часописима, а 4 су делови монографија. Известан број радова су студије и елаборати за државне или међународне институције. Објавио је уџбеник „Преводиоци и интерпретатори - увод у теорију и методе компилације програмских језика“ (изд. Математички факултет, Београд 2006, 304 стране.  978-86-7589-056-0.).
Био је руководилац на више научно-истраживачких и развојних пројеката. Учествовао је у раду двадесетак иностраних и исто толико домаћих конференција. Био је члан програмског (или организационог) одбора на више конференција, а учесник по позиву на 16. светском когресу лингвиста у Паризу 1997.
Као сарадник Рачунарске лабораторије, изводио је вежбе из предмета Основи програмирања и Програмски системи. По избору у звање доцента, предавао је на Математичком факултету следеће предмете: Теоријско рачунарство (за студенте последипломских студија Р-смера), Преводиоци и интерпретатори (за студенте 3. године Р-смера), Основи програмирања (за студенте 1. године студија), Програмирање (за студенте 2. године Ц-смера на Физичком факултету), Програмирање (за студенте 2. године Географског факултета) и Отворена питања у обради српског језика, специјални курс за студенте последипломских студија на Р-смеру. Од 1982. до 1984. обављао функцију шефа Рачунског центра Математичког института, а од 1986. до 1990. функцију помоћника Управника Рачунарске лабораторије за научно-наставна питања. Од 1997. до 1999. обављао је функцију шефа Рачунарске лабораторије. Више година је руководио Семинаром за рачунарство и информатику Математичког факултета.
Почев од 1978. године истраживачка интересовања професора Витаса су везана првенствено за обраду српског (српско-хрватског) језика и највећи део објављених радова, као и организационих активности, је везан за ову тему. Учествовао у организацији већег броја домаћих и међународних скупова са темама из рачунаарске лингвистике, као и у припреми и релизацији истраживачких пројеката из ове области. Основно теоријско интересовање је везано за моделирање морфолошких релација у српском (српско-хрватском) језику и њихово представљање у лексикону српског језика. Такође, бавио се могућим применама ових резултата, посебно на подручјима аутоматизоване документалистике и обраде текста.
Био је ментор више магистарских и докторских теза. Испред Математичког факултета био је носилац пројекта локализације Опен офиса на српски језик. Организовао је изложбу за Ноћ музеја 2008. на Математичком факултету, којом је представљена колекција музејских експоната Математичког факултета.
Влада Француске га је одликовала 13. маја 2013. за допринос развоју научне сарадње између Француске и Србије одликовањем витеза реда Академских палми (фр. Chevalier de l'Ordre des Palmes Académiques), одликовање му је уручено 22. октобра 2013.